# 明観
明觀（みょうかん、天暦7年（953年） - 治安元年10月8日（1021年11月15日））は平安時代中期の真言宗の僧。醍醐天皇の曾孫で佐忠王の子だというが、諸系図類には記載がないため詳細な系図は不明。醍醐寺11世座主。御齋所座主と号す。
醍醐寺の観理・元杲・慶助らに師事して永観2年（984年）4月5日に伝法を受けた。長徳4年（998年）に慶助の後を継いで醍醐寺座主に就任。寛仁2年12月26日（1019年2月3日）座主職を覚源に譲り、治安元年（1021年）10月8日に入寂した。享年69。